# Lamellidea subcylindrica
Lamellidea subcylindrica é uma espécie de gastrópode  da família Achatinellidae.
Pode ser encontrada nos seguintes países: Guam e Northern Mariana Islands.